# Adolf Gerszow
Adolf Gerszow (Gierszow, Gerschow) (ur. 1807, zm. 11 września 1860) – oficer Królestwa Polskiego, administrator „Rzeczypospolitej Sztabińskiej”.

## Życiorys
Urodził się w 1807 w rodzinie Wilhelma i Zofii Grewnet. W 1824 ukończył Szkołę Kadetów i rozpoczął naukę w Szkole Aplikacyjnej Artylerii i Inżynierów. Po jej ukończeniu w 1828 dostał stopień podporucznika. W powstaniu listopadowym był adiutantem gen. Paca i w czerwcu 1831 otrzymał Złoty Krzyż Virtuti Militari, internowany w Prusach.
Po powstaniu pracował jako inżynier w obwodzie stanisławowskim, w guberni augustowskiej, guberni mazowieckiej. Był autorem publikacji wydanej w 1850 pt. „Poziomowanie topograficzne”, gdzie wiele używanych obecnie wyrażeń technicznych zostało zaproponowanych.
Był przyjacielem i towarzyszem broni Karola Brzozowskiego z czasów swojej służby wojskowej. Brzozowski mianował Gerszowa administratorem z bardzo szerokimi pełnomocnictwami w fundacji rolniczo-przemysłowej w Sztabinie zwanej „Rzecząpospolitą Sztabińską”. Wybór okazał się tragiczną pomyłką, gdyż w bardzo krótkim czasie majątek zaczął podupadać.
Adolf Gerszow żonaty był dwukrotnie: z Leopoldyną Seweryną Piętką oraz z Letycją Kotowską; z pierwszego małżeństwa miał syna Edwarda, a z drugiego – Jana Adolfa. Zmarł 11 września 1860 i pochowany został na cmentarzu parafialnym w Augustowie.